# SAMGアニメーション
「SAMGエンターテインメント」(朝: 에스에이엠지 엔터테인먼트、英: SAMG Entertainment）は、韓国のアニメ制作会社。2022年12月に韓国KOSDAQ市場にて株式公開。

## SAMG制作アニメーション

### KBS
- キャッチ!ティニピン

### SBS
- ウィッシュキャット（朝鮮語版）

### 他放送局
- ブルミズ
- 最強戦士ミニ特攻隊[2]
- ミラキュラス レディバグ&シャノワール[2]
- パワーバトルウォッチカー
- ザックストーム
- モンカート
- ゴーストフォース

### 外注製作アニメーション
- ソニックトゥーン

### 映画
- 愛のハチュピン